# 金門県
金門県（ジンメン/きんもん-けん、閩南語白話字：Kim-mn̂g-koāiⁿ ，莆仙語興化平話字：Ging-meóng-gā̤ⁿ）は、中華民国福建省の県。英語圏では「Quemoy(ケモイ)」と呼ばれることも多い。

## 概要
中国大陸に近接する大金門島などを領域とする。台湾海峡対岸の台湾島を拠点とする中華民国の「福建省政府」が置かれていたが、2018年以降は実態を有していない。一方、中華人民共和国の行政区分上は福建省泉州市の管轄とされているが、一度も実効支配できていない。国共内戦で中国大陸から撤退した蔣介石率いる中華民国軍が、1949年の古寧頭戦役や1959年の金門砲戦を経て防衛に成功。以降一貫して中華民国の統治下にある。

## 地理
九龍江口や泉州の囲頭湾を望む大金門島、小金門島および大胆島（別称・大担島）や二胆島など12個の島から構成される。総面積は150.3397平方キロメートルである（代理管轄の烏坵郷を含まず）。中華人民共和国側の厦門市や泉州市とは海を隔てて接する。中国大陸側の支配地域とは最小2.1kmしか離れておらず、国共内戦期間中は最前線となった。
金門は亜熱帯海洋性気候に属し、4月から9月にかけてが最も降水量が多い。年間平均降水量は1,049.4ミリ。年間平均気温は20.9℃である。地質は花崗岩が主体であり、農業には適していない。
| 金門県の気候           | 金門県の気候 | 金門県の気候 | 金門県の気候 | 金門県の気候 | 金門県の気候 | 金門県の気候 | 金門県の気候 | 金門県の気候 | 金門県の気候 | 金門県の気候 | 金門県の気候 | 金門県の気候 | 金門県の気候 |
| 月                     | 1月          | 2月          | 3月          | 4月          | 5月          | 6月          | 7月          | 8月          | 9月          | 10月         | 11月         | 12月         | 年           |
| ---------------------- | ------------ | ------------ | ------------ | ------------ | ------------ | ------------ | ------------ | ------------ | ------------ | ------------ | ------------ | ------------ | ------------ |
| 最高気温記録 °C （°F） | 27.0 (80.6)  | 25.5 (77.9)  | 28.1 (82.6)  | 31.6 (88.9)  | 32.7 (90.9)  | 38.4 (101.1) | 39.1 (102.4) | 36.3 (97.3)  | 36.7 (98.1)  | 34.0 (93.2)  | 31.0 (87.8)  | 26.6 (79.9)  | 39.1 (102.4) |
| 平均最高気温 °C （°F） | 16.8 (62.2)  | 16.5 (61.7)  | 18.8 (65.8)  | 22.8 (73)    | 25.8 (78.4)  | 29.3 (84.7)  | 31.9 (89.4)  | 32.0 (89.6)  | 31.6 (88.9)  | 27.4 (81.3)  | 23.5 (74.3)  | 19.5 (67.1)  | 24.6 (76.3)  |
| 日平均気温 °C （°F）   | 12.7 (54.9)  | 12.9 (55.2)  | 15.0 (59)    | 19.1 (66.4)  | 23.1 (73.6)  | 26.1 (79)    | 28.2 (82.8)  | 28.2 (82.8)  | 26.8 (80.2)  | 23.5 (74.3)  | 19.4 (66.9)  | 15.5 (59.9)  | 20.8 (69.4)  |
| 平均最低気温 °C （°F） | 10.0 (50)    | 10.1 (50.2)  | 12.2 (54)    | 16.2 (61.2)  | 20.6 (69.1)  | 23.8 (74.8)  | 25.8 (78.4)  | 25.7 (78.3)  | 24.3 (75.7)  | 20.7 (69.3)  | 16.5 (61.7)  | 12.5 (54.5)  | 18.2 (64.8)  |
| 最低気温記録 °C （°F） | 1.3 (34.3)   | 3.6 (38.5)   | 3.0 (37.4)   | 9.0 (48.2)   | 15.0 (59)    | 18.0 (64.4)  | 20.0 (68)    | 22.4 (72.3)  | 17.5 (63.5)  | 13.0 (55.4)  | 11.0 (51.8)  | 3.8 (38.8)   | 1.3 (34.3)   |
| 出典：金門の気候       |              |              |              |              |              |              |              |              |              |              |              |              |              |

## 歴史
かつては泉州府同安県の管轄であった。明末清初には鄭成功による反清復明の抵抗の拠点にもなった。1914年に思明県の所属とされ、翌1915年に金門県が新設された。
1937年の日中戦争中には日本軍に占領された。
1945年の日本の降伏により再発した第二次国共内戦の末期、1949年の古寧頭戦役で中華民国が防衛に成功した。
中華民国政府が台湾へ移って以降は馬祖島（連江県）とともに中華民国軍の軍事的拠点となり、1956年より軍政が敷かれ、一般観光客の出入りは厳しく制限されていた。
1958年には、極東を歴訪する米国のダレス国務長官の台湾訪問を前に、対岸の中国人民解放軍（中国共産党）との間で激しい砲撃戦による金門砲戦が発生した。中華民国陸軍は中国人民解放軍から金門島を防衛することに成功したものの、多数の死傷者を出した。
砲撃は1979年まで繰り返された。末期には奇数日に限りプロパガンダ用のパンフレットを詰め込んだ砲弾が飛んでくるといった状況ではあったが、それでも死傷者は発生し続けた。
1992年11月7日の戒厳令解除後、特に三通政策の実施後は、中国大陸から多くの観光客が訪れる島となっている。中華民国領でありながら人民元が流通し、中華民国の国旗とともに中華人民共和国の国旗も掲げる商店街も存在する。
1995年には台湾で6番目の国立公園・金門国家公園に指定された。
2018年8月5日、大陸側から水道水を供給する海底パイプラインの開通式典が挙行された。これは、2019年8月に台湾で開催予定だった東アジアユースゲームズが大陸の圧力により中止となったことを受け、式典を先送りするとした中華民国政府の意向を地元政府が無視するものであった。これは2015年の金門県長による中華人民共和国への提案で建設されたものであり、過去に親中的な金門県の県長や副県長は金門島への一国二制度の適用や導入を度々呼びかけてきた。
コロナ禍の影響で中国大陸との往来が一時断絶して、大幅な経済損失を受けた。

## 交通

### 空路
台湾本島とは空路による交通が主となっている。現在金門空港から定期便が運行されているのは嘉義、高雄、台南、台中、台北、馬公の各都市である。

### 海路
台湾本島のみならず、水頭港及び料羅港から対岸の中華人民共和国への海運路線も開設されている。水頭港は大陸との小三通出発地点に指定され、厦門の国際定期船中心埠頭（毎日12往復）と五通埠頭（毎日6往復）及び泉州石井港の間に定期航路が開かれており、金門と厦門、泉州の海運会社が運航している。厦門、泉州と台湾本島との移動に金門を経由する旅客も多く、航空会社が水頭港と金門空港の間に送迎サービスを行っている。
大・小金門島間は海路での連絡となっている。金城鎮水頭港と烈嶼郷九宮碼頭の間に連絡船が結ばれている。金門県の代理管轄下にある烏坵郷へは金門県からの直通交通手段はなく、台中を経由しなければならない。

## 言語
金門では台湾本島同様に閩南語が話され、同じ福建省でも馬祖島で話される閩東語とは系統が異なる。なお、金門は1937年11月2日から日本の敗戦までの約8年間、日本軍による占領を受けたが、領土化はされておらず日本語教育を受けなかったため、台湾島のような日本統治時代に流入した日本語からの借用語もほとんどない。
例：オートバイ（台湾語における日本語からの借用語）→摩托車（môo-thok-tshia、金門方言）

## 行政区画
現在、金門県は3鎮、3郷を管轄している。
| 郷鎮市名 | 面積 （km²） | 村（里）数 | 隣保数 | 人口    | 人口密度 （人/km²） | 郵便番号 |
| -------- | ------------ | ---------- | ------ | ------- | ------------------- | -------- |
| 金城鎮   | 21.7130      | 8          | 222    | 43,282  | 1,993               | 893      |
| 金湖鎮   | 41.6960      | 8          | 163    | 30,070  | 721                 | 891      |
| 金沙鎮   | 41.1900      | 8          | 140    | 20,785  | 505                 | 890      |
| 金寧郷   | 29.8540      | 6          | 143    | 32,474  | 1,098               | 892      |
| 烈嶼郷   | 16.0030      | 5          | 97     | 12,756  | 797                 | 894      |
| 烏坵郷   | 1.2000       | 2          | 2      | 678     | 565                 | 896      |
| 金門県   | 151.6560     | 37         | 776    | 140,045 | 923                 |          |

## 行政地区
| 区分 | 数 | 名称                         |
| ---- | -- | ---------------------------- |
| 市   | 0  | -                            |
| 鎮   | 3  | 金城鎮 金湖鎮 金沙鎮         |
| 郷   | 3  | 金寧郷 烈嶼郷 烏坵郷（代管） |

## 政治

### 歴代県長
金門県では1993年から県長の民選が行われている。
| 回数  | 姓名   | 所属              | 任期                            |
| ----- | ------ | ----------------- | ------------------------------- |
| 第1回 | 陳水在 | 中国国民党        | 1993年12月20日 - 1997年12月20日 |
| 第2回 | 陳水在 | 中国国民党        | 1997年12月20日 - 2001年12月20日 |
| 第3回 | 李炷烽 | 新党              | 2001年12月20日 - 2005年12月20日 |
| 第4回 | 李炷烽 | 新党              | 2005年12月20日 - 2009年12月20日 |
| 第5回 | 李沃士 | 中国国民党        | 2009年12月20日 - 2014年12月25日 |
| 第6回 | 陳福海 | 無所属            | 2014年12月25日 - 2018年12月25日 |
| 第7回 | 楊鎮浯 | 中国国民党        | 2018年12月25日 - 2022年12月25日 |
| 第8回 | 陳福海 | 無所属-台湾民衆党 | 2022年12月25日 - （現任）       |

## 対外関係

### 姉妹都市･提携都市
- 中華民国台南市
- 中華民国嘉義市
- 中華民国澎湖県
- 中華民国連江県
- アメリカ合衆国ドラル（フロリダ州）

## 金門の教育機関

### 大学
- 国立金門大学
- 銘傳大學金門キャンパス
- 国立高雄大學金門キャンパス-EMBA班
- 台灣首府大學金門キャンパス-2年制技術学院

### 高中・高職
- 国立金門高級中學
- 国立金門高級農工職業學校

国民中学以下の教育機関は下部行政区域の項目を参照

## 金門の特産品
- 高粱酒[11]
- 貢糖
- 麺線
- 一条根
- 陶器
- 包丁 - 金門包丁（中国語 : 金門菜刀）

## その他
- 中華人民共和国に隣接する地域であるため、携帯電話を使用すると中華人民共和国側の電波を捉える場合がある。
- 金門県は福建省に所属しているが、管轄の関係上、管轄国税局は「台湾省北区国税局」となっていた（2013年、改称により「北区国税局」となる）。